# Astrosphaeriella nypae
Astrosphaeriella nypae är en svampart som beskrevs av K.D. Hyde 1992. Astrosphaeriella nypae ingår i släktet Astrosphaeriella och familjen Melanommataceae.   Inga underarter finns listade i Catalogue of Life.